# ادر
ادر (به فرانسوی: adret) اصطلاحی است که بیشتر در خصوص کوه‌های آلپ بکار برده می‌شود و آن به دامنه کوه روبه سمت استوا گویند دامنه کوهی که کم و بیش رو به سمت استوا قرار می‌گیرد به مقدار زیادی در معرض اشعه خورشید واقع می‌شود مقدار نور و گرمای قابل ملاحظه‌ای ظرف روز دریافت می‌کند.